# 三芝區
25°15′29″N 121°30′03″E / 25.258047°N 121.500866°E
三芝區，舊稱「小雞籠社」，後稱「三芝」，得名自清代行政區名「芝蘭三堡」，前身「三芝鄉」，位於中華民國新北市西北部，北鄰石門區，西北濱台灣海峽，西南連淡水區，東南連金山區及臺北市北投區，是第7、8、9屆中華民國總統李登輝的故鄉。
由於氣候溫暖且雨量豐富，在日治時期即有盛產米、茶、甘藷及各種蔬果等農作物。經濟產業以農業為主，現則主要生產茭白筍、西瓜與箭竹筍等蔬果。每年春季舉辦的賞櫻活動，為三芝區之盛事。

## 歷史
清代以來屬「芝蘭三堡」，日治1920年在當地設庄（相當於今日的鄉）時，取前者之名設立三芝庄，隸屬臺北州淡水郡，戰後改為臺北縣三芝鄉。2010年因臺北縣改制直轄市，改為三芝區至今。

## 地理

### 概況
三芝區位大屯火山群西北斜面，地勢由西北部向東南升高，昔日火山噴發之熔岩流向三芝石門交界之麟山鼻，形成特殊的岬角海岸地形。三芝的階狀台地有圓山頂、二坪頂(三層台地)、車埕等，特殊的梯田景觀，被登錄為臺灣北部地景保育景點。
三芝海岸長度約7.3公里，麟山鼻至沙崙湖為岩砂混合岸砂岸，潮間帶寬廣，俗稱「咾咕」的藻礁為三芝的特色之一。

### 人口
根據新北市政府民政局統計，2024年底三芝區戶數約1萬戶，人口約2.2萬人，區內人口最多與最少的里分別是埔坪里與八賢里，2024年底兩里人口分別為7,110人與317人。

## 政治

### 歷任首長
日治三芝庄長時期
| 就任年 | 日本紀年   | 姓名   | 單位名稱         | 官職名 |
| ------ | ---------- | ------ | ---------------- | ------ |
| 1920   | 大正九年   | 戴賢挺 | 淡水郡役所三芝庄 |        |
| 1925   | 大正十四年 | 曾石岳 | 淡水郡役所三芝庄 | 長     |
| 1929   | 昭和四年   | 盧根德 | 淡水郡役所三芝庄 | 長     |

三芝鄉長時期
| 屆次     | 姓名   | 備註             |
| -------- | ------ | ---------------- |
| 官派     | 盧根德 |                  |
| 鄉代選出 | 張均田 |                  |
| 1        | 洪金卑 |                  |
| 2        | 洪金卑 |                  |
| 3        | 洪金卑 |                  |
| 4        | 張弓長 |                  |
| 5        | 楊彩南 |                  |
| 6        | 楊彩南 |                  |
| 7        | 江慶榮 |                  |
| 8        | 花村源 |                  |
| 9        | 花村源 | 任內逝世         |
| 9        | 江慶榮 | 補選             |
| 10       | 江慶榮 |                  |
| 11       | 花村祥 | 前鄉長花村源胞弟 |
| 12       | 花村祥 | 前鄉長花村源胞弟 |
| 13       | 李明燦 |                  |
| 14       | 花村祥 | 前鄉長花村源胞弟 |
| 15       | 花村祥 | 前鄉長花村源胞弟 |

三芝區長時期
| 任次 | 姓名   | 備註 |
| ---- | ------ | ---- |
| 1    | 施得仰 |      |
| 2    | 林克文 |      |
| 3    | 林慶豐 |      |
| 4    | 王立文 |      |
| 5    | 賴小萍 |      |

### 區政組織
三芝區公所是新北市政府在三芝區的派出機關，在中華民國政府架構中為市政府綜理區政的執行機關，上級業務監督機關為新北市政府。区长由市長任命，其任期為無任期保障。在區長及主任秘書之下，設有4課2室等6個內部單位及1名人事管理員。

### 行政區
現今三芝區行政範圍的確立，來自於1920年，日本將臺灣十二廳改為五州二廳，設三芝庄屬臺北州淡水郡:66、71。三芝庄轄舊小基隆、新小基隆、錫板、後厝、土地公埔、北新庄子等6個大字。1946年，改為「三芝鄉」，屬臺北縣淡水區:73。1950年，裁撤區署，三芝鄉改直隸於臺北縣。2010年，臺北縣改制為直轄市，三芝鄉改制為市轄區「三芝區」，隸屬新北市。三芝區的行政區劃轄有八賢里、埔頭里、古庄里、新庄里、埔坪里、茂長里、橫山里、錫板里、後厝里、福德里、圓山里、店子里、興華里等13個里，共計254鄰。

### 警政消防
警政
- 新北市政府警察局淡水分局
  - 淡水交通分隊
  - 三芝分駐所
  - 后厝派出所
  - 興華派出所

消防
- 新北市政府消防局第三大隊三芝分隊

### 立法委員
- 新北市第一選舉區：洪孟楷

## 文化

### 文化資產

三芝三板橋

- 三芝新庄里石滬

位於三芝區新庄里蕃社路31之1號八仙宮附近沿海，乃北臺灣稀有保存尚屬完整之石滬。由卵石堆砌而成，形狀如兩半圓形結構，右側部分較為完整，2013年公告為新北市歷史建築。
- 三芝三板橋

三板橋乃清道光初年同安人林永出資所建之大屯山區過溪橋樑，砥溪中巨石分三段石板架設而成，名三板橋。於圓山村與店子村之間，為昔日居民往來重要路橋。由當地大屯山安山岩石條為材料，三個橋墩四個橋孔，橋墩可見井字排列之構造，為新北市市定古蹟。
- 淡水三芝八庄大道公輪祀

村落庄頭聚集之民俗信仰活動，九年一輪無廟有像，歷史超過二百年不曾間斷，1892年馬偕博士著作中曾記載與此活動相遇。活動方式異於他處，地域性特色濃厚，深具文化性，登錄為新北市文化資產。
- 亦宛然掌中劇團布袋戲

李天祿之父許金木遂拜許金水為師，許金水乃福建布袋戲老師父陳婆的得意弟子。許金木後自組戲團名為「華陽台」，李天祿9歲從父習藝，1931年組團，以掌中戲偶「宛然若真」之意而取名「亦宛然」。民國73年李天祿開全臺首例，帶領「亦宛然」的師父，投入板橋莒光國小的布袋戲薪傳工作。亦宛然掌中劇團包含南管布袋戲、北管布袋戲，其手工藝雕刻，偶衣刺繡精緻，在李天祿與李傳燦父子一脈薪傳下，成為臺灣代表性技藝優良的布袋戲團。

## 教育

### 大專院校
- 馬偕醫學院
- 馬偕醫護管理專科學校

### 國民中學
- 新北市立三芝國民中學 （页面存档备份，存于）

### 國民小學
- 新北市三芝區三芝國民小學 （页面存档备份，存于）
- 新北市三芝區橫山國民小學 （页面存档备份，存于）
- 新北市三芝區興華國民小學 （页面存档备份，存于）

### 圖書館
- 新北市立圖書館三芝分館 (2024年7月15日起至8月4日進行閉館搬遷作業)[18][19]

## 交通

### 公路
- 市道101號
  -  市道101甲線：百拉卡公路
- 台2線：淡金公路
- 北5線
- 北6線
- 北7線
- 北7-1線
- 北8線
- 北9線
- 北10線
- 北11線
- 北12線
- 北13線
- 北14線
- 北15線
- 北18線

### 公車
- 中興巴士
- 淡水客運
- 基隆客運（862公車）
- 新北市新巴士

### 未來

#### 輕軌
新北捷運
- 淡海輕軌三芝線（規劃中）[20]

## 旅遊
- 淺水灣海濱公園
- 芝蘭公園
- 八連溪紅葉谷
- 大屯山
- 水車公園7座
- 三芝冷泉
- 三芝福成宮
- 三芝水口民主公王宮
- 三芝八仙宮
- 三芝貝殼廟(富福頂山寺十八羅漢洞)
- 李天祿布袋戲文物館

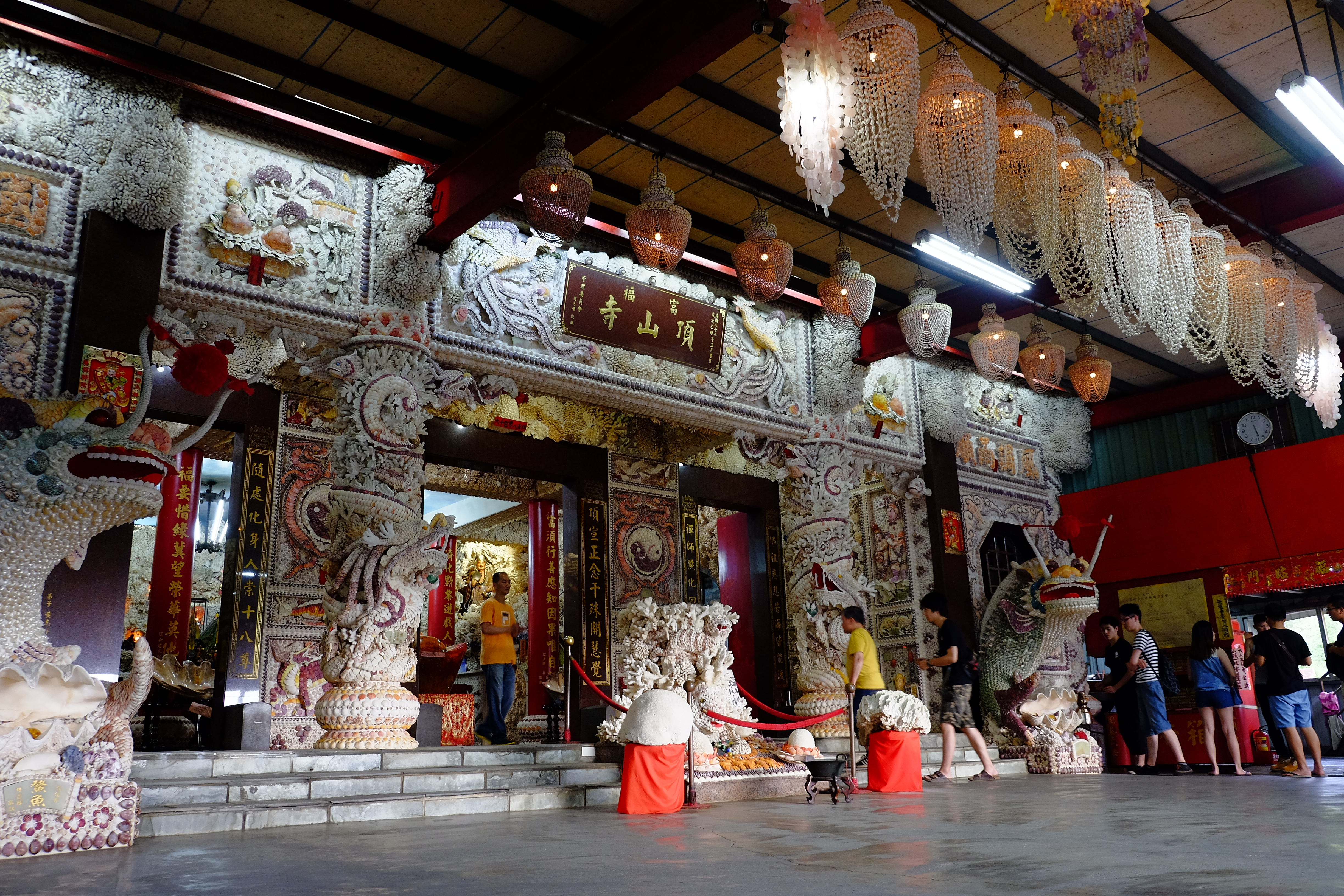
三芝貝殼廟

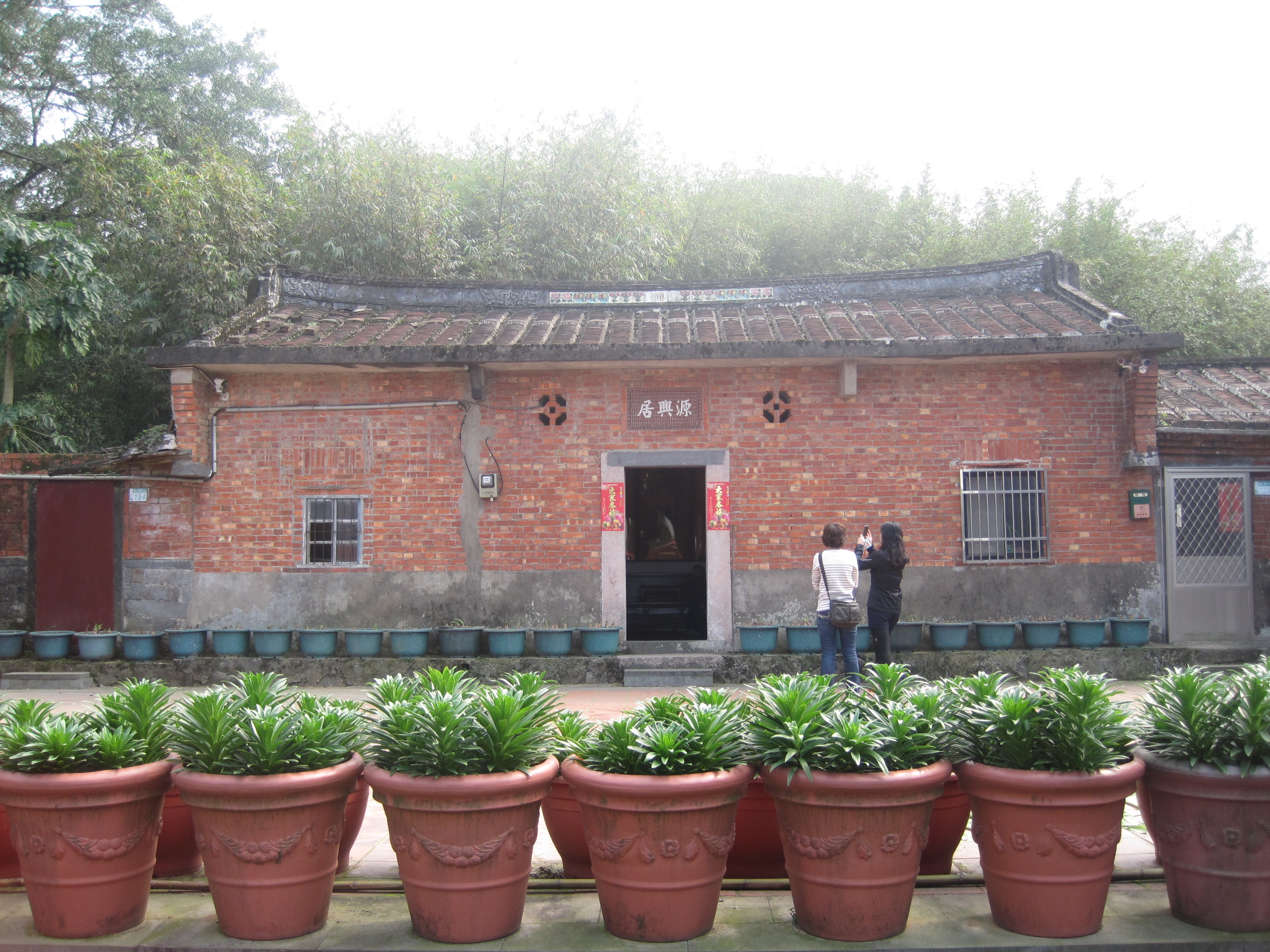
源興居

- 源興居：已故總統李登輝故居，於2024年5月登錄為紀念建築
- 櫻木花道
- 三生步道
- 內柑宅古道
- 圓柳古道
- 竿尾崙古道
- 八連古道
- 牧蜂農莊
- 二號倉庫咖啡館
- 三芝農村文化體驗館（三芝故事館）[21]
- 三芝田心子

## 特產
- 茭白筍
- 西瓜
- 山藥
- 甘藍菜

- 箭竹筍
- 香菇
- 甘薯
- 蜂蜜

## 圖片集

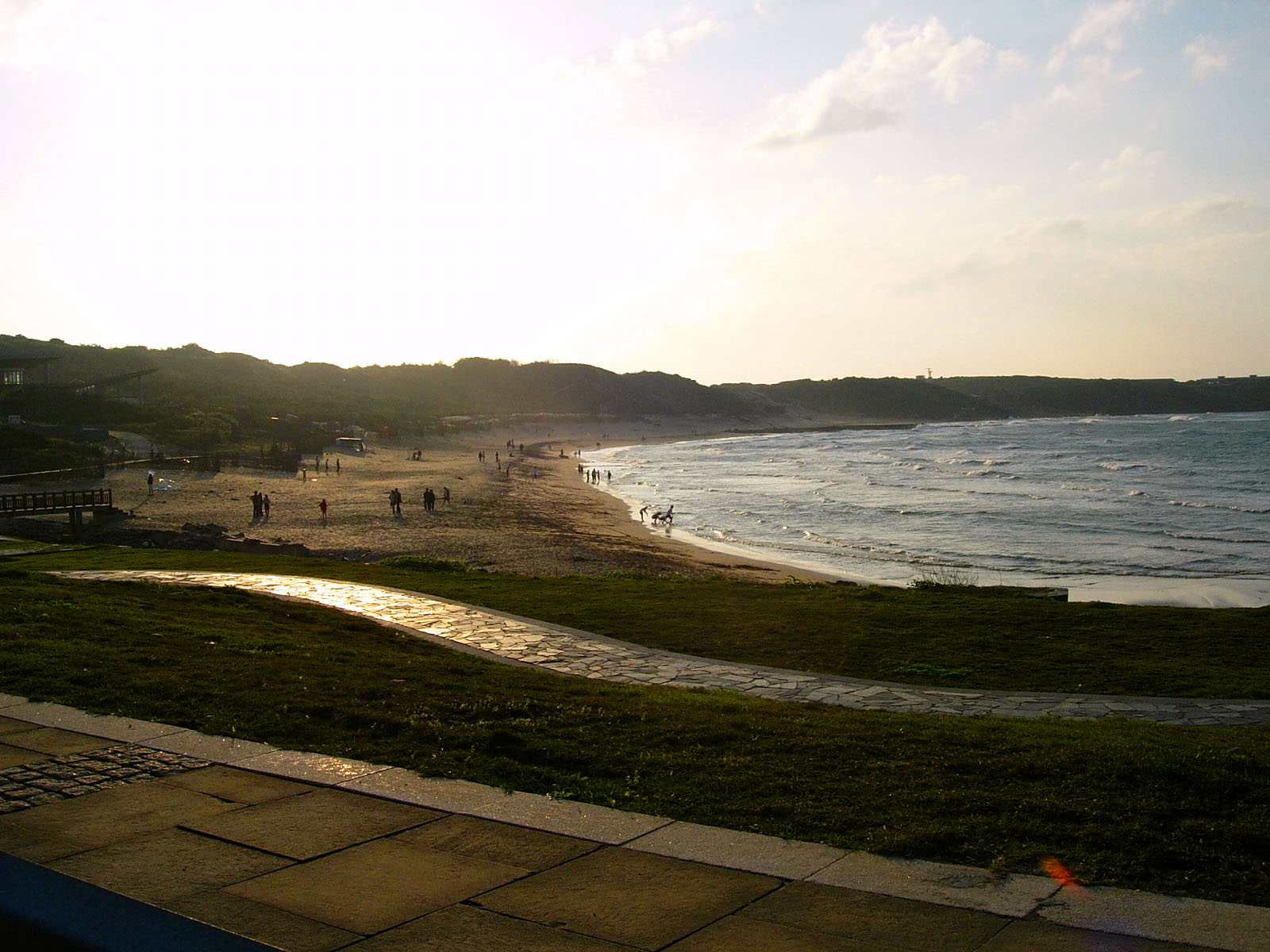
三芝區的海灣夕陽
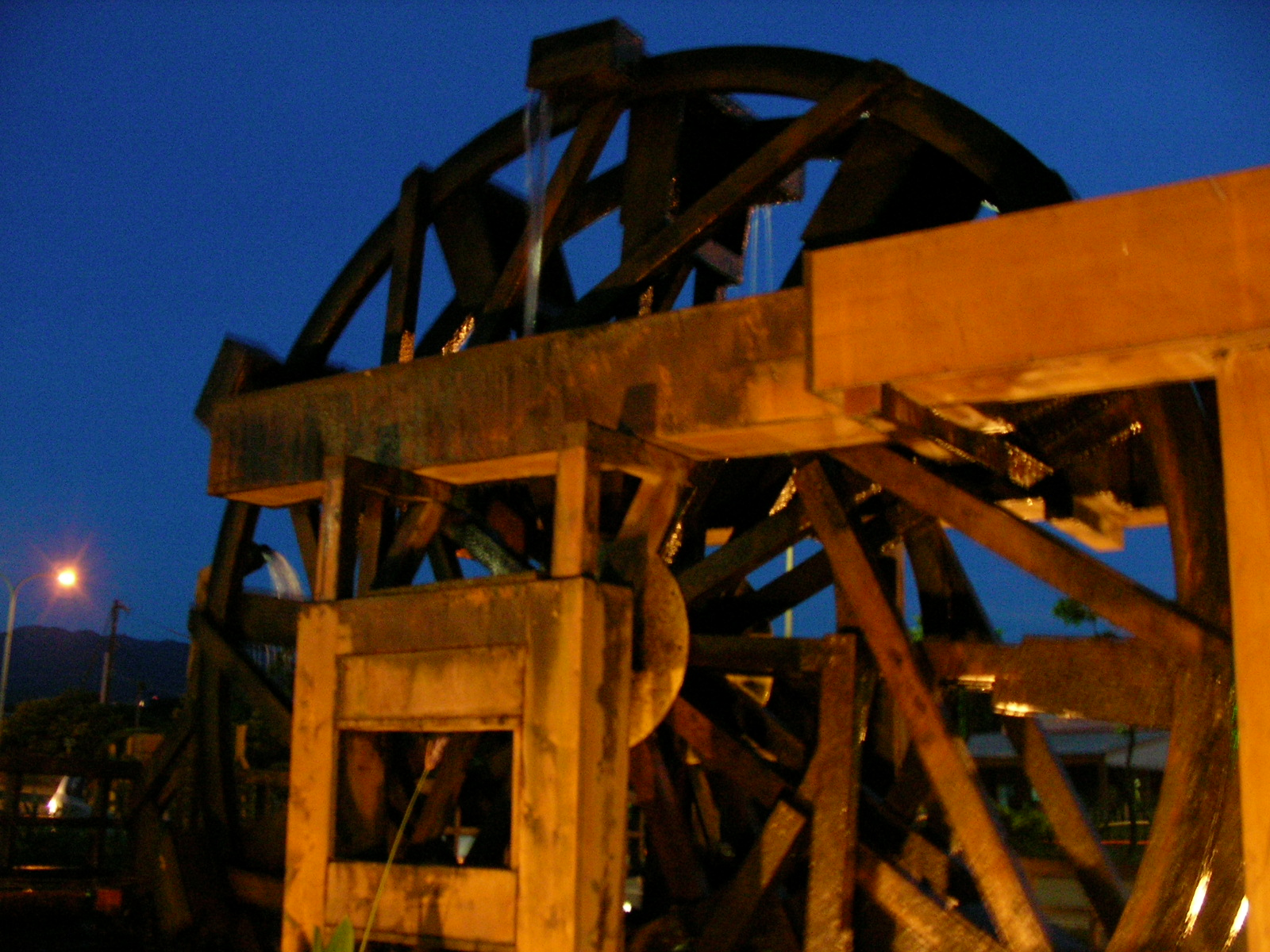
三芝區的水車夜景

## 外部連結
- 三芝區公所 （页面存档备份，存于）
- 三芝區衛生所 （页面存档备份，存于）